# Monanus
Monanus es un género de coleóptero de la familia Silvanidae.

## Especies
Las especies de este género son:
- Monanus albertisi
- Monanus bouchardi
- Monanus insolitus
- Monanus longipennis
- Monanus ornatus
- Monanus rambicus
- Monanus telephanoides
- Monanus antennatus
- Monanus bisinuatus
- Monanus brevicornis
- Monanus cairnsensis
- Monanus concinnulus
- Monanus crenatus
- Monanus denticulatus
- Monanus discoidalis
- Monanus horni
- Monanus longicornis
- Monanus malaicus
- Monanus monticola
- Monanus punctatus
- Monanus raffrayi
- Monanus rugosus
- Monanus temporalis
- Monanus villosus